# Mariekerke (Paesi Bassi)
Mariekerke è un'ex-municipalità dei Paesi Bassi situata nella provincia della Zelanda.
Fu creata il 1º luglio 1966 attraverso l'unione delle ex-municipalità di Meliskerke, il cui villaggio ne era il capoluogo, e parte di quelle di Aagtekerke, Grijpskerke,  Oostkapelle, Sint Laurens e Zoutelande.
Soppressa il 1º gennaio 1997, il suo territorio, assieme a quello delle ex-municipalità di Domburg, Valkenisse e Westkapelle è stato accorpato a quello della municipalità di Veere.